# Priverno
Priverno é uma comuna italiana da região do Lácio, província de Latina, com cerca de 13.129 habitantes. Estende-se por uma área de 56 km², tendo uma densidade populacional de 234 hab/km². Faz fronteira com Maenza, Pontinia, Prossedi, Roccagorga, Roccasecca dei Volsci, Sezze, Sonnino.

## Demografia
| Variação demográfica do município entre 1861 e 2011                               |
|                                                                                   |
| Fonte: Istituto Nazionale di Statistica (ISTAT) - Elaboração gráfica da Wikipedia |